# Нижегородская еврейская община

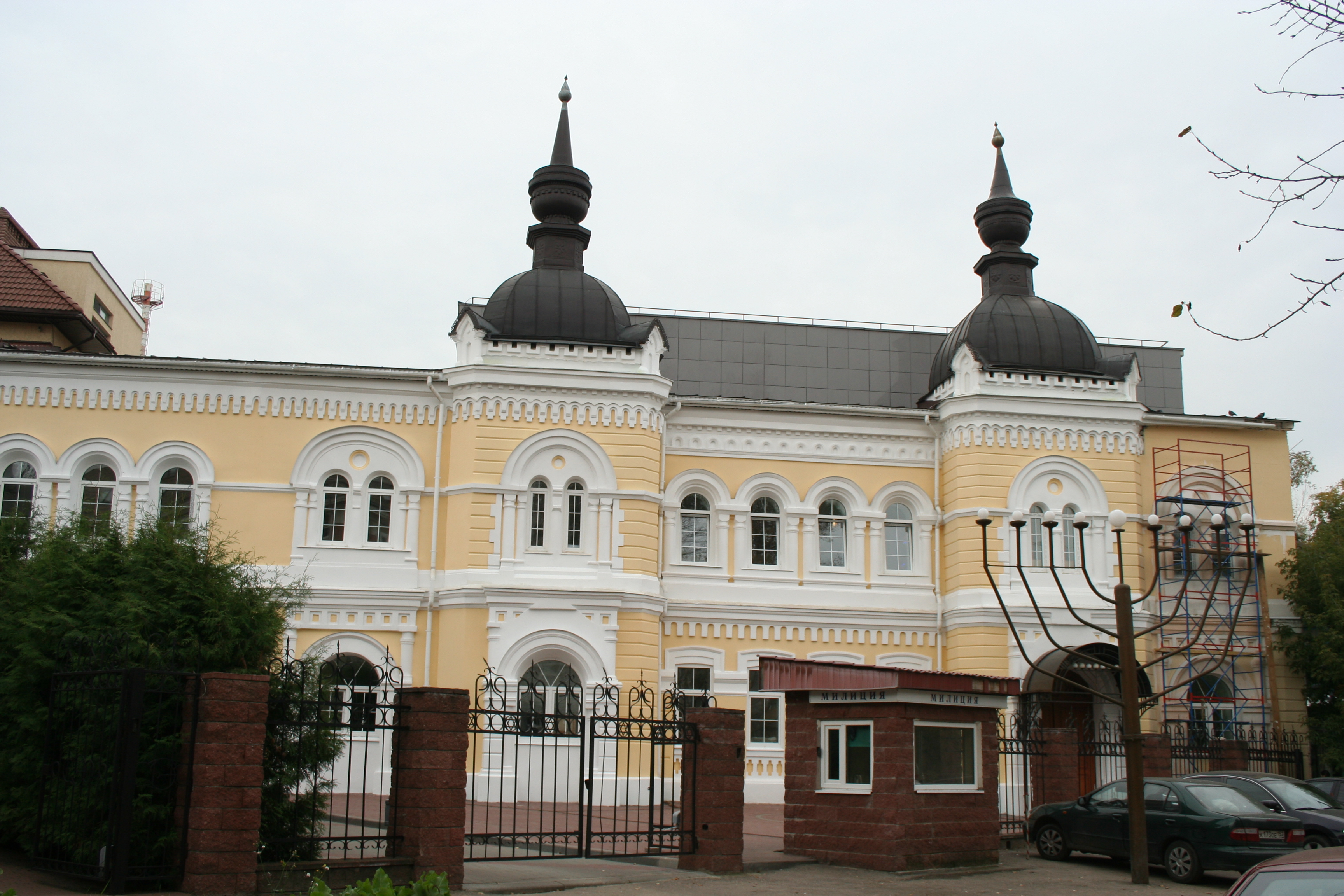
Нижегородская синагога

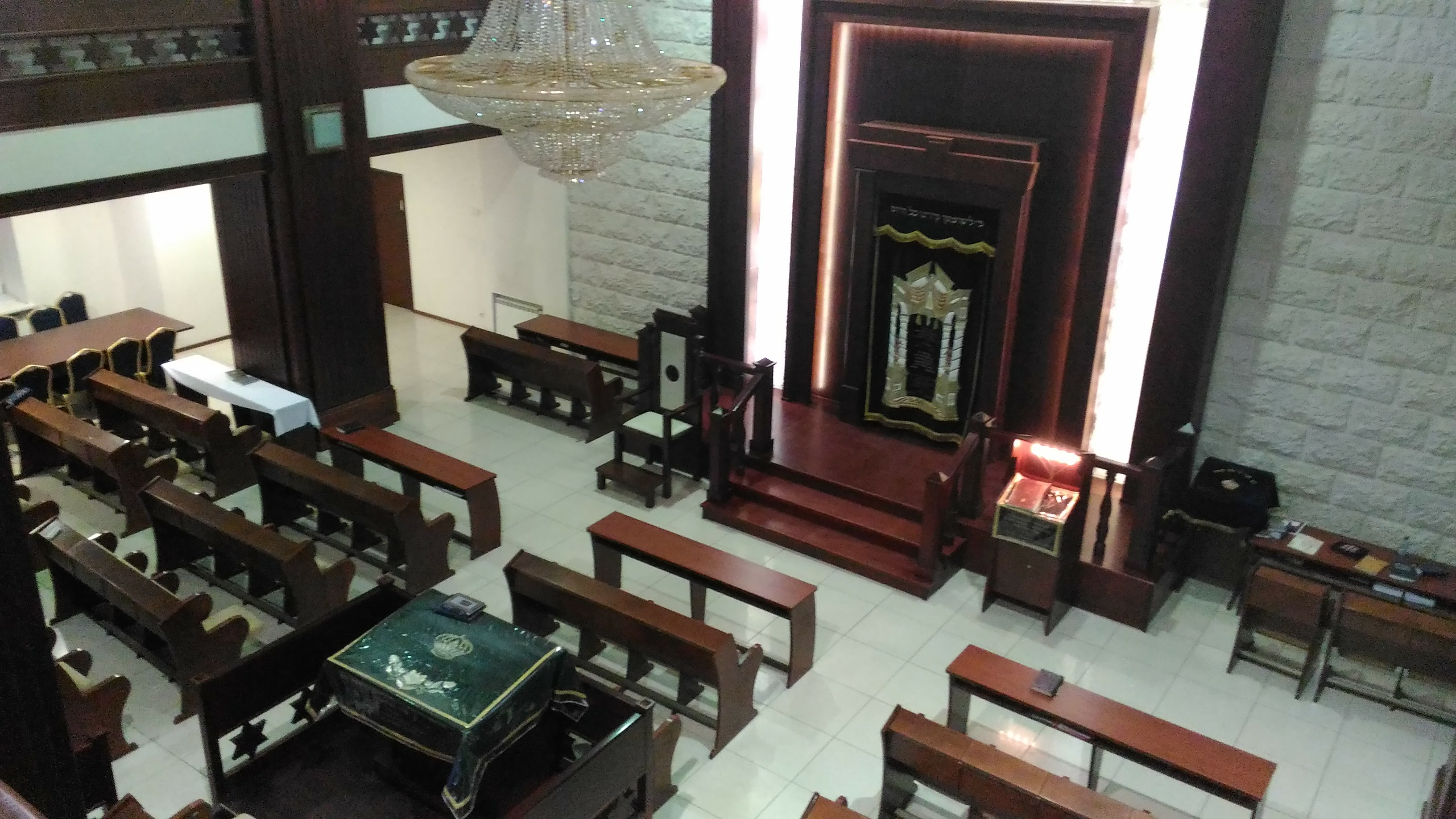
Молельный зал

Нижегородская еврейская община — религиозная организация ортодоксального иудаизма в Нижнем Новгороде.
В городе проживает примерно 20 тысяч евреев, 5 тысяч из них участвуют в жизни общины. Адрес синагоги: улица Грузинская, дом № 5А. В городе действуют еврейская общеобразовательная школа «Ор Авнер» (ивр. אור אבנר‎), детский сад «Ган Менахем» (ивр. גן מנחם‎)(ганменахем.рф), организуются летние детские лагеря «Ган Исроэль» (ивр. גן ישראל‎). Непосредственно в синагоге раввины и рабанит (жёны раввинов) ежедневно проводят уроки Торы отдельно для молодых ребят, для мужчин, для девушек и для женщин, развиваются специальные программы для молодых семей. Каждую пятницу проходят лекции в рамках проекта Eurostars. В здании синагоги располагаются миква, кошерный ресторан, магазин кошерных продуктов и еврейских книг; также выделены отдельные помещения для мероприятий детского клуба Симха (7—13 лет), школьного клуба Энерджу (13—16 лет) и молодёжного клуба. В синагоге есть представительства Еврейского Агентства и благотворительного фонда «Хэсэд Сара» (ивр. חסד שרה‎). В 2008 году в рамках проекта «Ле-Дор Ва-Дор» (ивр. לדור ודור‎) были созданы каталоги еврейских захоронений Нижнего Новгорода. Пять раз в год издаётся газета «Бэяхад» (ивр. ביחד‎, Вместе) тиражом 3100 экземпляров. Община также участвует в городских мероприятиях, таких как Ночь музеев. Председатель общины — Эдуард Михайлович Чапрак, главный раввин — Шимон Бергман

## История
История еврейской общины Нижегородского Поволжья сравнительно коротка — чуть больше полутора веков. Законодательство Российской империи запрещало евреям селиться в Центральной России, за так называемой «чертой оседлости», в том числе и в Нижнем Новгороде, за исключением купцов I и II гильдии и отставных солдат царской армии. С конца XVIII века, после присоединения к России белорусских, украинских, литовских и восточно-польских земель с многочисленным еврейским населением, иудеи-купцы временно посещали Нижегородскую ярмарку и торговали на ней. Постоянное еврейское население появилось в регионе с 1840-х годов в результате призыва рекрутов-иудеев на военную службу по указу Николая I. Как правило, «николаевские солдаты» оставались на жительство в тех городах, где несли службу, и становились мещанами или купцами.
Еврейская нижегородская община насчитывала 300 человек в 1850 году и уже 3000 человек в 1913 году. В 1881—1883 годах была построена синагога. Синагогой руководило хозяйственное правление: габай (ивр. גבאי‎, староста), талмид-хахам (ивр. תלמיד חכם‎, учёный), нееман (ивр. נאמן‎, казначей). Интересы властей представлял избранный евреями казённый раввин, подотчётный губернскому правлению и МВД. При синагоге действовали хевра кадиша (ивр. חברא קדישא‎, погребальное общество), Талмуд-тора (ивр. תלמוד תורה‎, ешива), благотворительное общество. Такая структура способствовала укреплению общины, на рост которой не смогла повлиять политика государственного антисемитизма, погром 1884 года на Нижегородской ярмарке, предпогромные ситуации в 1905—1907 годов.
Духовный облик общины определялся её социальным составом: предприниматели, состоятельные ремесленники, дипломированные специалисты (врачи, инженеры, фармацевты, юристы).
Также до середины XX века значительная часть еврейского населения была сосредоточена в посёлке Канавино, который вошёл в состав Нижнего Новгорода как район только в 1928 году, там находился молельный дом и на рынке работал шойхет.
Первая мировая война, революция и гражданская война породили волну беженцев. Нижегородская губерния приняла свыше 15 тысяч евреев Западного края, изменивших социальный облик общины и сделавших её более радикальной. Политика советского режима по отношению к евреям была двойственной. С одной стороны, ликвидировались общинные институты, пропагандировался атеизм, подрывались традиционные экономические отношения; национально-политические движения оказались под запретом, а их лидеры были репрессированы. С другой стороны, советы были единственной властью, осудившей антисемитизм и боровшейся с погромами, что и вынудило евреев к поддержке новой власти. В 1920-е годы, период НЭПа, нижегородское еврейство попыталось восстановить общинную жизнь, вернувшись к традиционным занятиям, однако с конца 1920-х годов происходит непрерывное ухудшение их положения. К 1938 году были ликвидированы синагоги и клубы, национально-просветительские общества, прекратилось школьное образование на идиш.
Некоторый рост численности еврейского населения в регионе наблюдался в начале 1930-х годов за счёт приезда молодёжи на стройки первых пятилеток (в их числе — Горьковский автозавод). Впрочем, этот рост был сбалансирован убылью в результате массовых репрессий 1937—1938 годов, которым подверглись в числе прочих нижегородцев и евреи — выходцы с территории враждебных государств (Польша, Прибалтика, Маньчжурия).
Вторая мировая война вызвала новый поток беженцев, часть из которых осела на жительство в регионе Поволжья, но весь послевоенный период с точки зрения демографии характеризуется неуклонным уменьшением доли евреев в населении Нижегородской (в 1932—1990 годах — Горьковской) области. Происходившие ассимиляционные процессы не смогла компенсировать небольшая иммиграция евреев с Украины в 1950—1970-е годы. Победы Израиля в войнах с арабами обратили взоры евреев к исторической родине. Общая численность еврейского населения области, по официальной статистике, падала с 20 до 12 тысяч человек. В этот период появились некоторые неофициальные возможности соблюдения предписаний иудаизма — не зарегистрированные миньяны, преследование руководителей которых прекратилось. Период 1980-х годов следует рассматривать как начало национального возрождения, результатом которого к концу XX века стала большая алия и становление традиционных форм еврейской культурной жизни.
Возрождение организованной еврейской общины началось 2 апреля 1989 года, когда состоялось первое заседание Клуба еврейской культуры, инициаторами которого выступили Зиновий Либинзон, Илья Бейдер, Михаил Гурович и Борис Пудалов. Позже Липой Грузманом была зарегистрирована религиозная община. За возвращение общине синагоги взялись профессор З. Либинзон и адвокат С. М. Фогель. Наконец, 18 мая 1991 года здание синагоги было возвращено общине.
В сентябре 1991 года была открыта Воскресная еврейская школа, директором которой стала М. Рубинштейн.
В 1999 году в Нижний Новгород приехал посланник Любавичского Ребе Шимон Бергман, чтобы исполнять обязанности главного раввина Нижнего Новгорода. 17 апреля 2000 года торжественно после ремонта открыт обновленный молельный зал синагоги. Весной 2000 года был открыт еврейский детский сад Ган Менахем, а осенью того же года начались занятия в общеобразовательной еврейской школе Ор-Авнер.

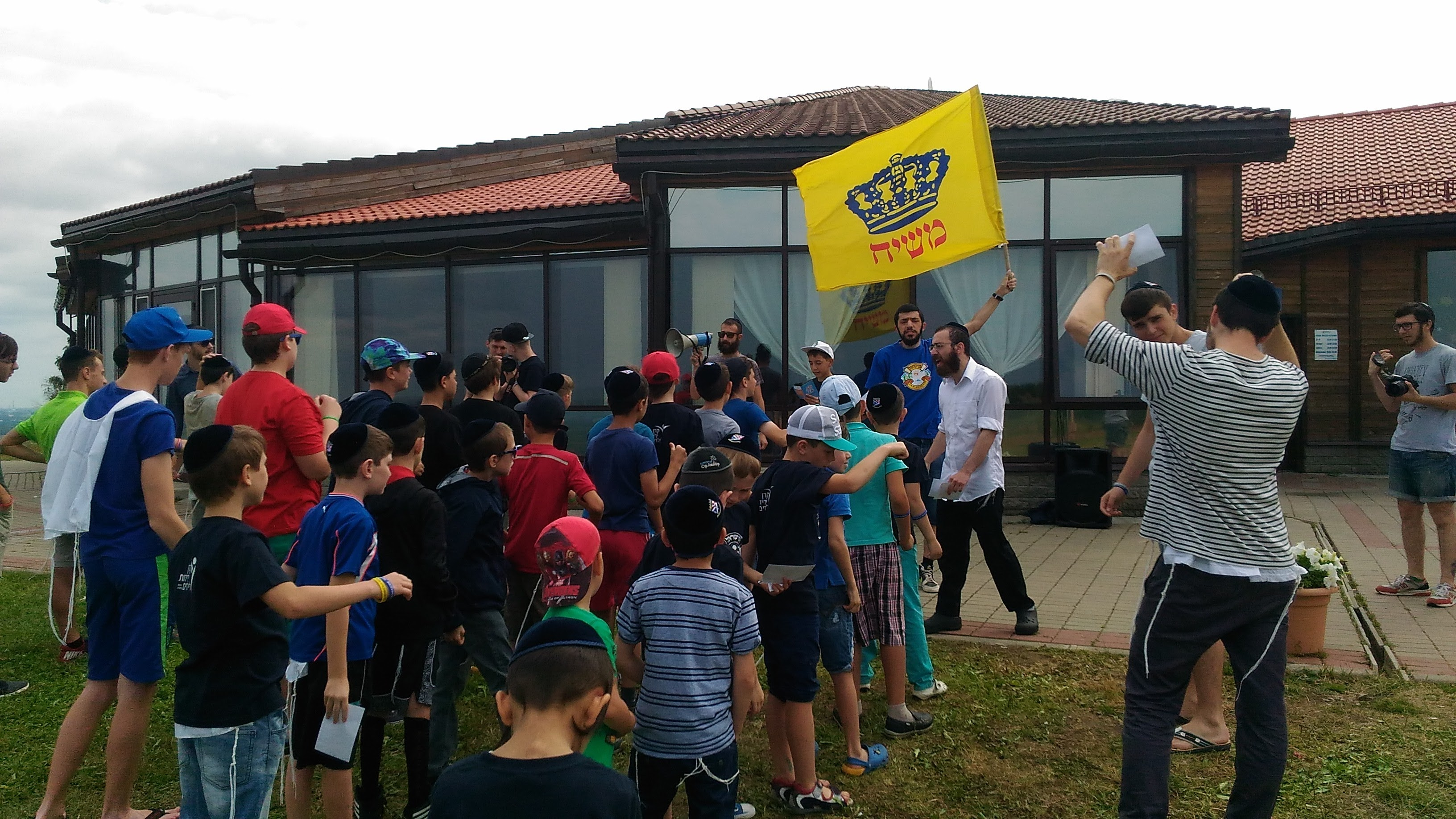
Лагерь «Ган Исроэль» в 2016 году

## Наши дни
В настоящее время[когда?] в жизни Нижегородской еврейской общины участвуют примерно 5 тысяч евреев. Община существует за счёт пожертвований и средств, которые вкладывают меценаты и городские власти. На сегодняшний день в синагоге созданы все необходимые условия для полного соблюдения еврейских традиций. Благодаря деятельности активистов и волонтёров, за последние годы в общине появилось много молодёжных проектов — поездки в Европу, Израиль и США, тематические мероприятия, ежедневные уроки Торы с раввином, образовательные программы, благотворительные проекты, курсы изучения иврита, молодёжные шаббаты, спортивный клуб. Активно развивается культурный обмен с общинами других стран.[значимость факта?]